# Dirka po Italiji 1920
Dirka po Italiji 1920 (italijansko Giro d'Italia 1920) je 8. izvedba dirke po Italiji, tritedenske moške cestne kolesarske etapne dirke. Začela se je 23. maja v Milanu in končala 6. junija v Milanu. Sodelovalo je 49 kolesarjev iz treh ekip in privatnih kolesarjev. Skupno zmago je prvič osvojil Gaetano Belloni, drugo mesto Angelo Gremo, tretje pa Jean Alavoine (vsi Bianchi).

## Ekipe
- Bianchi
- Gaia
- Legnano–Pirelli

## Etape
| Etapa | Datum    | Štart/Cilj         | Razdalja    | Tip         | Tip             | Zmagovalec                | Vodilni                 |
| ----- | -------- | ------------------ | ----------- | ----------- | --------------- | ------------------------- | ----------------------- |
| 1     | 23. maj  | Milano – Torino    | 348 km      |             | gorska etapa    | Giuseppe Olivieri (ITA)   | Giuseppe Olivieri (ITA) |
|       | 24. maj  | dan počitka        | dan počitka | dan počitka | dan počitka     | dan počitka               | dan počitka             |
| 2     | 25. maj  | Torino – Lucca     | 378 km      |             | gorska etapa    | Gaetano Belloni (ITA)     | Gaetano Belloni (ITA)   |
|       | 26. maj  | dan počitka        | dan počitka | dan počitka | dan počitka     | dan počitka               | dan počitka             |
| 3     | 27. maj  | Lucca – Rim        | 386 km      |             | gorska etapa    | Gaetano Belloni (ITA)     | Gaetano Belloni (ITA)   |
|       | 28. maj  | dan počitka        | dan počitka | dan počitka | dan počitka     | dan počitka               | dan počitka             |
| 4     | 29. maj  | Rim – Chieti       | 234 km      |             | gorska etapa    | Jean Alavoine (FRA)       | Gaetano Belloni (ITA)   |
|       | 30. maj  | dan počitka        | dan počitka | dan počitka | dan počitka     | dan počitka               | dan počitka             |
| 5     | 31. maj  | Chieti – Macerata  | 236 km      |             | gorska etapa    | Leopoldo Torricelli (ITA) | Angelo Gremo (ITA)      |
|       | 1. junij | dan počitka        | dan počitka | dan počitka | dan počitka     | dan počitka               | dan počitka             |
| 6     | 2. junij | Macerata – Bologna | 282 km      |             | ravninska etapa | Jean Alavoine (FRA)       | Angelo Gremo (ITA)      |
|       | 3. junij | dan počitka        | dan počitka | dan počitka | dan počitka     | dan počitka               | dan počitka             |
| 7     | 4. junij | Bologna – Trst     | 349 km      |             | ravninska etapa | Gaetano Belloni (ITA)     | Gaetano Belloni (ITA)   |
|       | 5. junij | dan počitka        | dan počitka | dan počitka | dan počitka     | dan počitka               | dan počitka             |
| 8     | 6. junij | Trst – Milano      | 421 km      |             | ravninska etapa | 9 kolesarjev              | Gaetano Belloni (ITA)   |
|       | Skupaj   | Skupaj             | 2632 km     | 2632 km     | 2632 km         | 2632 km                   | 2632 km                 |

## Končna razvrstitev

### Skupni seštevek
| Poz. | Kolesar                   | Ekipa   | Čas          |
| ---- | ------------------------- | ------- | ------------ |
| 1    | Gaetano Belloni (ITA)     | Bianchi | 102h 44' 33" |
| 2    | Angelo Gremo (ITA)        | Bianchi | + 32' 24"    |
| 3    | Jean Alavoine (FRA)       | Bianchi | + 1h 01' 14" |
| 4    | Emilio Petiva (ITA)       | Gaia    | + 3h 02' 44" |
| 5    | Domenico Schierano (ITA)  | —       | + 3h 36' 20" |
| 6    | Marcel Buysse (BEL)       | Bianchi | + 3h 52' 49" |
| 7    | Ugo Agostoni (ITA)        | Bianchi | + 4h 17' 35" |
| 8    | Enrico Sala (ITA)         | —       | + 4h 43' 28" |
| 9    | Giovanni Rossignoli (ITA) | Bianchi | + 5h 54' 47" |
| 10   | Nicola Di Biase (ITA)     | —       | + 6h 03' 16" |